# Staurodesmus subtriangularis
Staurodesmus subtriangularis  là một loài Song tinh tảo trong họ Desmidiaceae, thuộc chi Staurodesmus.